# サリュート4号

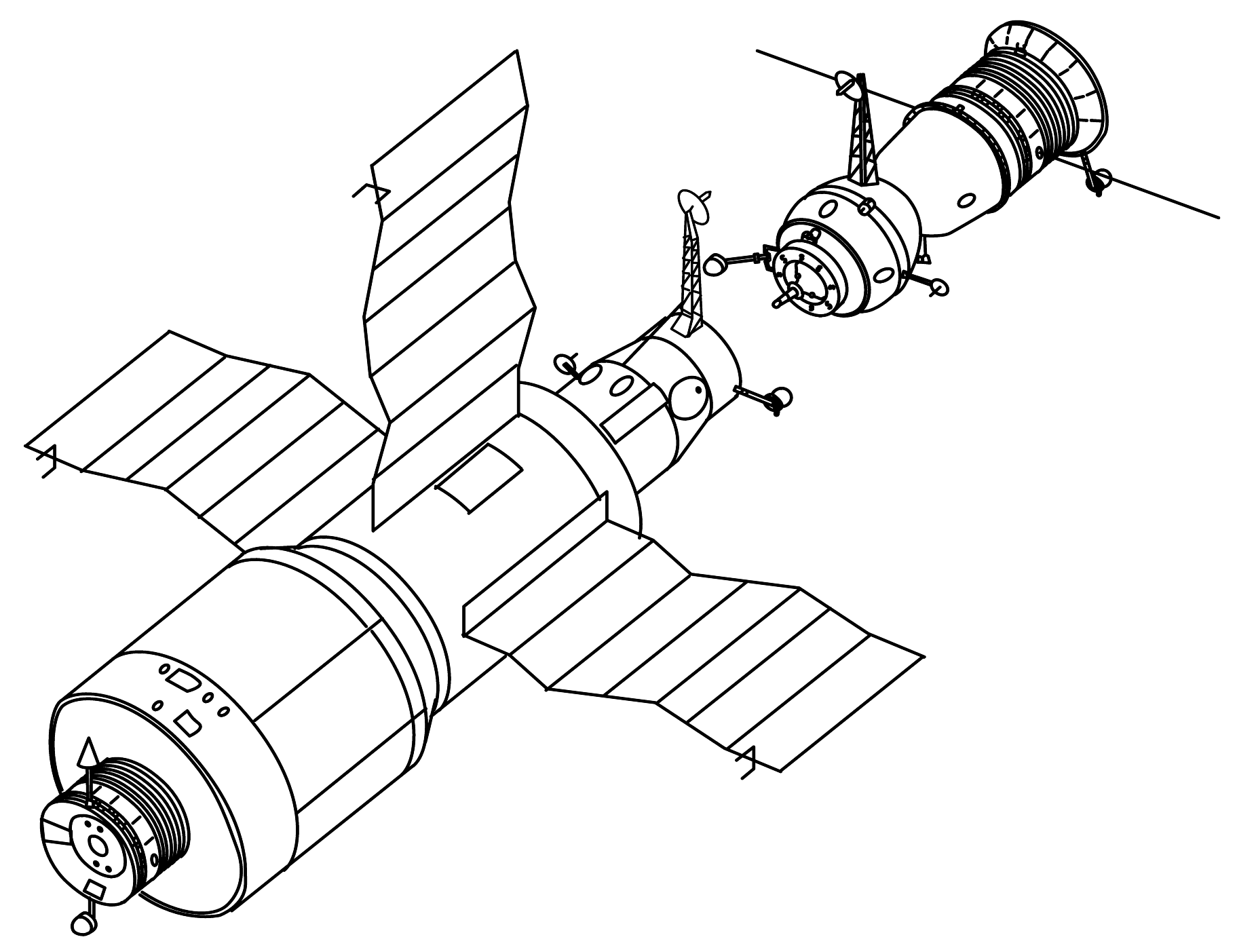
サリュート4号とソユーズ。

サリュート4号（ロシア語：Салют-4、ラテン文字表記の例：Salyut-4 ）は1974年12月26日に打ち上げられたソビエト連邦の宇宙ステーションである。サリュート計画の4号機で、2年以上の運用期間中にソユーズ宇宙船と3回ドッキングし、通算4人の宇宙飛行士が合計3か月間滞在した。

## 設計
サリュート宇宙ステーションには、軍事目的のアルマースと平和目的のDOSの二種類があった。サリュート4号はこのうち4機目のDOSステーションだった（4機の中には2機の失敗を含む）。基本的な設計はDOSの1号機であるサリュート1号と同じだが、4枚の小型太陽電池パネルが3枚の大型可動式太陽電池パネルに換装され、発電能力が倍増した。
観測装置としては、紫外線太陽望遠鏡・X線望遠鏡・大気観測用のセンサー・赤外線望遠鏡・地上撮影用カメラ・宇宙線検出器などが装備されていた。宇宙滞在と健康の関連を調べるため、着用者の体に負荷をかける特別な服や、トレーニング装置が用意された。新型の姿勢制御・軌道制御システムのテストも行われた。

## 運用
サリュート4号は、1974年12月26日にバイコヌール宇宙基地からプロトン8K82Kロケットで打ち上げられた。
1975年1月10日、ソユーズ17号が打ち上げられ、サリュート4号にドッキングした。2人の宇宙飛行士が1か月滞在し、2月10日にソユーズのカプセルで地球に帰還した。
1975年4月5日、ソユーズ18号（18A号）が打ち上げられたが、ロケットの第2段と第3段が正常に分離せず、軌道投入に失敗した。2人の宇宙飛行士を乗せたカプセルは緊急分離し、ロシア国内に安全に着陸した。同年5月24日に改めてソユーズ18号が打ち上げられ、サリュートにドッキングした。乗員は2か月間ステーションに滞在し、7月26日に地上へ帰還した。
1975年11月17日、無人のソユーズ20号が打ち上げられ、自動でサリュート4号にドッキングした。その後、様々な飛行条件下でソユーズ宇宙船の長期運用のテストが行われた。ソユーズ20号のカプセルは打ち上げから3か月後の1976年2月16日に大気圏に突入し、ソ連国内に無人で軟着陸した。
サリュート4号は1977年2月2日に大気圏に再突入し、廃棄された。